# Сатево
Сатево́ (исп. Satevó), полное официальное наименование Сан-Франсиско-Хавьер-де-Сатево (исп. San Francisco Javier de Satevó) — посёлок в Мексике, штат Чиуауа, входит в состав муниципалитета Сатево и является его административным центром. Численность населения, по данным переписи 2010 года, составила 445 человек.

## Общие сведения
Поселение было основано в 1640 году миссионером-иезуитом Хосе Паскуалем, и названое в честь святого Франциска Ксавьера де Сатево.
Несколько раз проживавший здесь народ тараумара пытался уничтожить миссию, но её восстанавливали.